# Luis Llanos de la Mata
Luis Rafael Llanos de la Mata (24 de octubre de 1920 - Lima, 2013) fue un político peruano. Dirigente del Partido Aprista Peruano, fue diputado por Pasco desde 1963 hasta su disolución en 1968. Fue también esposo de Mercedes Cabanillas, dirigente aprista y exministra en los dos gobierno de Alan García.

## Biografía
Nació el 24 de octubre de 1920. Fue esposo de la lideresa y exministra aprista, Mercedes Cabanillas. 
Miembro del Partido Aprista Peruano, fue elegido en el año 1963 como diputado por el departamento de Pasco, sin embargo, su mandato se vio interrumpido en 1968 debido al golpe de Estado que impuso al Gobierno Revolucionario de la Fuerza Armada liderado por Juan Velasco Alvarado. 
Luego del gobierno militar buscó su elección en la Asamblea Constituyente de 1978 y en las elecciones parlamentarias de 1980 en la que postuló como senador. No tuvo éxito en ninguna de esas dos elecciones.
Falleció en el año 2013 a los 93 años en la ciudad de Lima.